# Igok-dong
Igok-dong (koreanska: 이곡동) är en stadsdel i staden Daegu i den centrala delen av Sydkorea, 235 km sydost om huvudstaden Seoul. Den ligger i stadsdistriktet Dalseo-gu.

## Indelning
Administrativt är Igok-dong indelat i:
| Namn    | Namn            | Yta km² | Invånare 31 dec 2020 |
| ------- | --------------- | ------- | -------------------- |
| 이곡1동 | Igok 1(il)-dong | 1,82    | 24 191               |
| 이곡2동 | Igok 2(i)-dong  | 2,04    | 17 095               |